# 沃恩·科特
沃恩·科特（英語：Vern Cotter；1962年1月27日—）是一位已經退役的新西蘭橄欖球運動員。他現在擔任蘇格蘭國家橄欖球隊的主教練 。